# تزي نآيت إعزا (إنمراخت)
تزي نآيت إعزا هو دُوَّار يقع بجماعة توبقال، إقليم تارودانت، جهة سوس ماسة في المملكة المغربية. ينتمي الدوّار لمشيخة إنمراخت التي تضم 10 دواوير. يقدر عدد سكانه بـ 241 نسمة حسب الإحصاء الرسمي للسكان والسكنى لسنة 2004.

## روابط خارجية
- البوابة الوطنية للجماعات الترابية نسخة محفوظة 12 مارس 2018 على موقع واي باك مشين.
- المندوبية السامية للتخطيط